# Primeira Liga (2014/2015)
Primeira Liga (2014/2015) – 81. edycja najwyższej klasy rozgrywkowej piłki nożnej w Portugalii. Liga liczyła 18 zespołów. Rozgrywki rozpoczęto 15 sierpnia 2014 roku, a zakończono 24 maja 2015. Tytuł mistrzowski obroniła SL Benfica, która zdobyła tytuł po raz 34. w historii.

## Uczestnicy
| Uczestnicy poprzedniej edycji                                                                                 | Uczestnicy poprzedniej edycji | Uczestnicy poprzedniej edycji | Uczestnicy poprzedniej edycji |
| --- | ----------------------------- | ----------------------------- | ----------------------------- |
| BEN | SL Benfica                    | 1                             |                               |
| SCP | Sporting CP                   | 2                             |                               |
| POR | FC Porto                      | 3                             |                               |
| EST | GD Estoril-Praia              | 4                             |                               |
| NAC | CD Nacional                   | 5                             |                               |
| MAR | CS Marítimo                   | 6                             |                               |
| VSE | Vitória Setúbal               | 7                             |                               |
| ACA | Académica Coimbra             | 8                             |                               |
| BRA | SC Braga                      | 9                             |                               |
| VGU | Vitória Guimarães             | 10                            |                               |
| RAV | Rio Ave FC                    | 11                            |                               |
| ARO | FC Arouca                     | 12                            |                               |
| GVI | Gil Vicente                   | 13                            |                               |
| BEL | CF Os Belenenses              | 14                            |                               |
| PAÇ | FC Paços de Ferreira          | 151                           |                               |
| Awans z Segunda Ligi                                                                                          |                               |                               |                               |
| MOR | Moreirense FC                 | 1                             |                               |
| PFI | FC Penafiel                   | 32                            |                               |
| Awans z Campeonato Nacional de Seniores                                                                       |                               |                               |                               |
| grupa północna o awans                                                                                        |                               |                               |                               |
| BOA | Boavista FC                   | 43                            |                               |
| Oznaczenia: - kolumna pierwsza – skróty nazw drużyn, - kolumna trzecia – miejsce zajęte w poprzednim sezonie. |                               |                               |                               |

Objaśnienia:
1. Paços de Ferreira wygrał baraże o utrzymanie z CD Aves.
2. FC Porto B jako drużyna rezerw nie była uprawniona do awansu, w związku z czym awans uzyskał FC Peniafiel.
3. Boavista FC została przywrócona do rozgrywek Primeira Ligi w związku z decyzją sądu o nieprawidłowym zdegradowaniu klubu w 2008 roku po aferze Caso Mateus[1].

## Tabela
| Lp. | Drużyna              | M  | Z  | R  | P  | Bramki | Bramki | Różn. | Pkt | Uwagi                                         | Bezpośrednio |
| --- | -------------------- | -- | -- | -- | -- | ------ | ------ | ----- | --- | --------------------------------------------- | ------------ |
| 1   | SL Benfica (M)       | 34 | 27 | 4  | 3  | 86     | 16     | +70   | 85  | Liga Mistrzów UEFA • Faza grupowa             |              |
| 2   | FC Porto             | 34 | 25 | 7  | 2  | 74     | 13     | +61   | 82  | Liga Mistrzów UEFA • Faza grupowa             |              |
| 3   | Sporting CP (P)      | 34 | 22 | 10 | 2  | 67     | 29     | +38   | 76  | Liga Mistrzów UEFA • III runda kwalifikacyjna |              |
| 4   | SC Braga             | 34 | 17 | 7  | 10 | 55     | 28     | +27   | 58  | Liga Europy UEFA • Faza grupowa               |              |
| 5   | Vitória Guimarães    | 34 | 15 | 10 | 9  | 50     | 35     | +15   | 55  | Liga Europy UEFA • III runda kwalifikacyjna   |              |
| 6   | CF Os Belenenses     | 34 | 12 | 12 | 10 | 34     | 35     | −1    | 48  | Liga Europy UEFA • III runda kwalifikacyjna   |              |
| 7   | CD Nacional          | 34 | 13 | 8  | 13 | 45     | 46     | −1    | 47  |                                               |              |
| 8   | FC Paços de Ferreira | 34 | 12 | 11 | 11 | 40     | 45     | −5    | 47  |                                               |              |
| 9   | CS Marítimo          | 34 | 12 | 8  | 14 | 46     | 45     | +1    | 44  |                                               |              |
| 10  | Rio Ave FC           | 34 | 10 | 13 | 11 | 38     | 42     | −4    | 43  |                                               |              |
| 11  | Moreirense FC        | 34 | 11 | 10 | 13 | 33     | 42     | −9    | 43  |                                               |              |
| 12  | GD Estoril-Praia     | 34 | 9  | 13 | 12 | 38     | 56     | −18   | 40  |                                               |              |
| 13  | Boavista FC          | 34 | 9  | 7  | 18 | 27     | 50     | −23   | 34  |                                               |              |
| 14  | Vitória Setúbal      | 34 | 7  | 8  | 19 | 24     | 56     | −32   | 29  |                                               |              |
| 15  | Académica Coimbra    | 34 | 4  | 17 | 13 | 26     | 46     | −20   | 29  |                                               |              |
| 16  | FC Arouca            | 34 | 7  | 7  | 20 | 26     | 50     | −24   | 28  |                                               |              |
| 17  | Gil Vicente (S)      | 34 | 4  | 11 | 19 | 25     | 60     | −35   | 23  | Spadek do LigiPro                             |              |
| 18  | FC Penafiel (S)      | 34 | 5  | 7  | 22 | 29     | 69     | −40   | 22  | Spadek do LigiPro                             |              |